# Zoggel (Uden)
Zoggel is een voormalige buurtschap, thans woonbuurt uit de jaren 80 van de 20e eeuw in Uden in de Noord-Brabantse gemeente Maashorst. De buurt grenst met de klok mee aan de buurten Centrum, Flatwijk, Sportpark Parkzicht, Hoenderbos-Velmolen, Eikenheuvel en Moleneind-Groenewoud, alsook aan bedrijventerrein Molenheide.

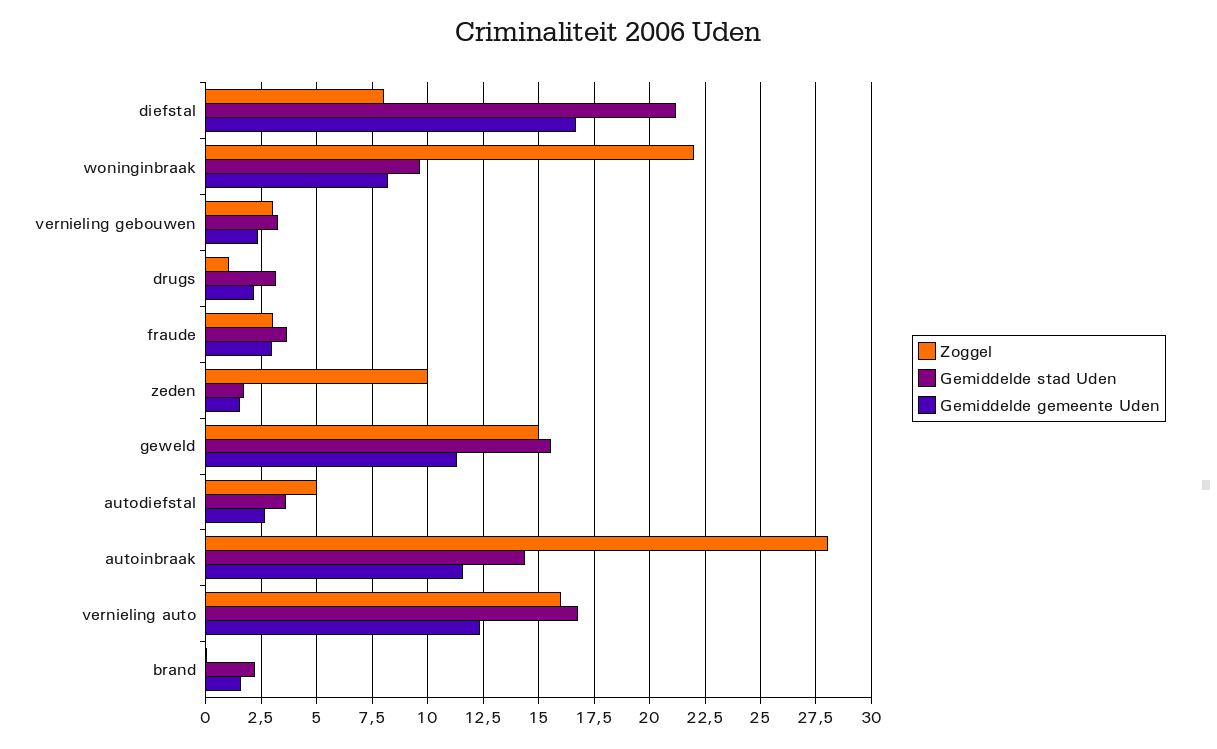
Criminaliteitstatistiek

| Kerngegevens Zoggel     | Kerngegevens Zoggel |
| ----------------------- | ------------------- |
| Inwoners:               | 3960                |
| Jonger dan 15:          | 832 (21%)           |
| Ouder dan 65:           | 396 (10%)           |
| Mannen:                 | 1960                |
| Vrouwen:                | 2000                |
| Geboorten:              | 46                  |
| Huishoudens:            | 1640                |
| Eenpersoonshuishoudens: | 476 (29%)           |
| Beroepsbevolking:       | 2732                |
| Werklozen:              | 168 (6,15%)         |
| Woningen:               | 1644                |
| Waarvan huurwoningen:   | 565 (34,4%)         |

Wijken: Uden-Centrum · Uden-Oost · Uden-West · Uden-Zuid

Buurten: Bitswijk · Bogerd-Vijfhuis · Centrum · Eikenheuvel · Flatwijk · Hoenderbos-Velmolen · Hoeven · Hoevenseveld · Melle · Moleneind-Groenewoud · Raam · Schutveld · Sportpark Volkelseweg · Zoggel

Bedrijventerreinen: Goorkens · Hoogveld · Loopkant-Liessent · Vluchtoord      Militair terrein: Vliegbasis Volkel